# Ribàtxe
Ribàtxe (en (ucraïnès): Рибаче, en rus: Рыбачье, Ribàtxie) és un poble de la República Autònoma de Crimea a Ucraïna, que el 2014 tenia 1.414 habitants. Pertany al districte rural d'Aluixta.